# Vladimir Ammon
Vladimir Ammon (en russe : Аммон, Владимир Фӫдорович), né le 28 décembre 1826 (9 janvier 1827 dans le calendrier grégorien) à Moscou en Empire russe et mort le 4 novembre 1879 (16 novembre dans le calendrier grégorien) à Moscou est un peintre russe.

## Biographie
Ses ascendants étaient issus d'une famille protestante qui avait quitté la France après l'édit de Nantes, en 1598, pour s'installer en Prusse-Orientale et qui avaient fini par s'établir en Russie . Fils de Ferdinand Gotlib Ammon, commerçant allemand, et frère cadet de Guerman Ammon (ru) qui deviendra avocat, journaliste et traducteur, il reçoit une formation artistique à l'École Stroganoff puis à l'École de peinture, de sculpture et d'architecture de Moscou dans les années 1840. Au début de sa carrière le professeur Karl Rabous (ru) lui fait travailler le paysage dont il devient un représentant talentueux.
Le 25 septembre 1850, il reçoit le titre d'artiste de l'Académie russe des beaux-arts pour son tableau Le Quai de la Neva près de l'Académie des sciences de Saint-Pétersbourg qui, en Suède, à Stockholm, lors d'une vente aux enchères atteindra 316 000 $ soit dix fois le prix de la mise. Il obtient en 1857 un titre universitaire pour Vue de Kountsevo près de Moscou et le 16 avril 1859 il reçoit le titre d'académicien en peinture de paysage pour Vue des environs de Moscou . Son aquarelle Un garçon jette un ...? dans l'eau peint en 1854 a été acquis par la grande-duchesse Marie Nikolaïevna de Russie et le tableau Allée peint en 1871 a été acquis par Kozma Soldatenkov.
De 1871 à 1875 il participe d'abord en tant qu'exposant puis en tant que membre aux expositions itinérantes des Ambulants.
Il meurt à 52 ans et désormais repose au cimetière des Allemands ou cimetière de la présentation à Moscou.

## Œuvres
- 1848 : Vue du monastère d'Ivanovo
- 1850 : Le Quai de la Néva près de l'Académie des sciences de Saint-Pétersbourg, huile sur toile. Collection privée
- 1853 : Vue du domaine de Tsaritsine, huile sur toile. Musée d'architecture Chtchoussev à Moscou
- 1854 : Vue du monastère Simonov [3]
- 1854 : Vue de Kolomenskoïe
- 1855 : Vue dans la province de Voronej
- 1856 : Vue de Moscou depuis la Colline des moineaux, huile sur toile, 40 × 60 cm. Musée russe à Saint-Pétersbourg
- 1856 : Jour d'été, huile sur toile, 35 × 50 cm. Musée d'art régional de Voronej
- 1856 : Vue de Kiev
- 1867 : Le Village au bord de la rivière
- 1871 : À la lisière de la forêt. Midi, huile sur toile. Musée des Beaux-Arts de Nijni Taguil
- 1872 : Promenade sur la route du lac, huile sur toile, 67,5 × 104 cm. Collection privée
- 1872 : Le Fleuve
- 1874 : Étang
- 1877 : Paysage d'été, huile sur toile. Musée-réserve d'histoire, architecture et art à Pereslavl-Zalesski

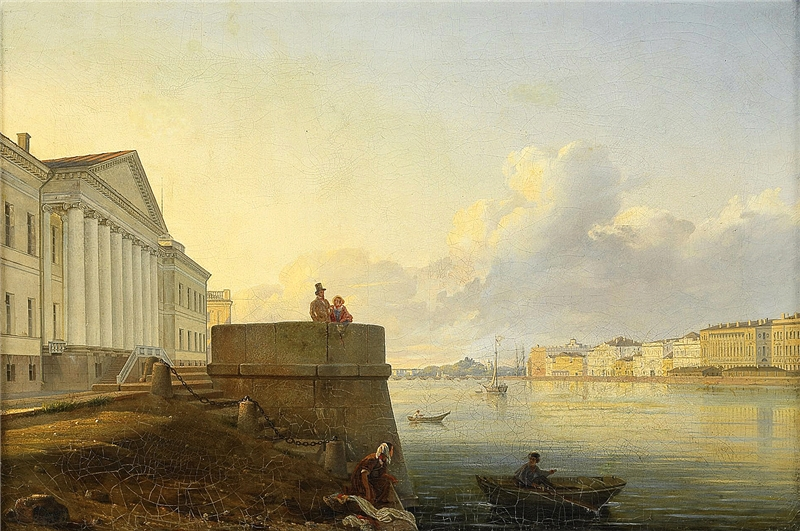
Le Quai de la Néva près de l'Académie des sciences de Saint-Pétersbourg. Huile sur toile. Collection privée
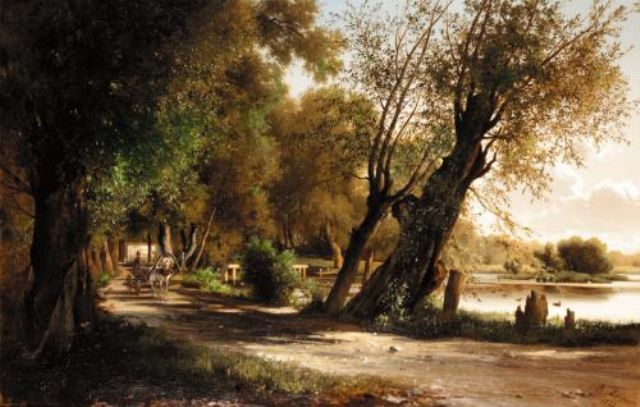
Promenade sur la route du lac, huile sur toile, 67,5 × 104 cm. Collection privée2
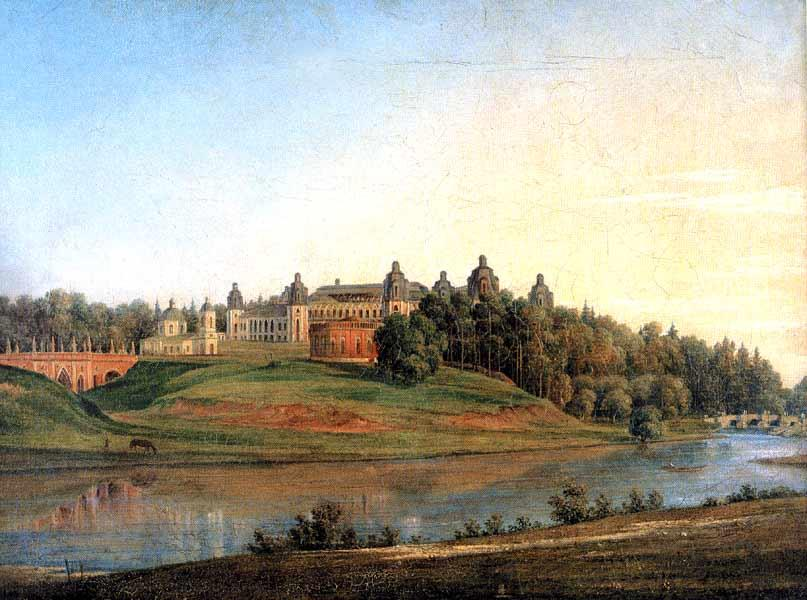
Vue du domaine de Tsaritsine, huile sur toile. Musée d'architecture Chtchoussev à Moscou
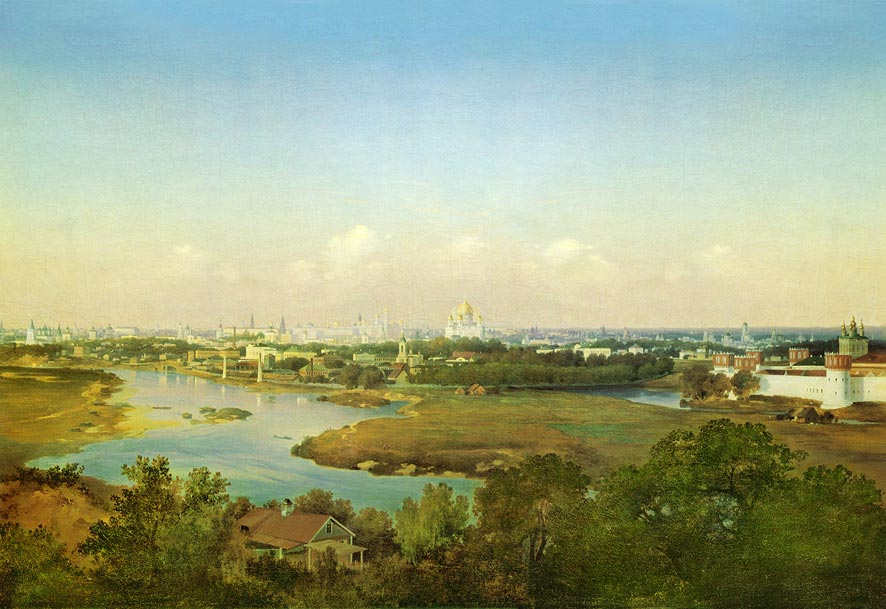
Vue de Moscou depuis la Colline des moineaux, huile sur toile, 40 × 60 cm. Musée russe à Saint-Pétersbourg
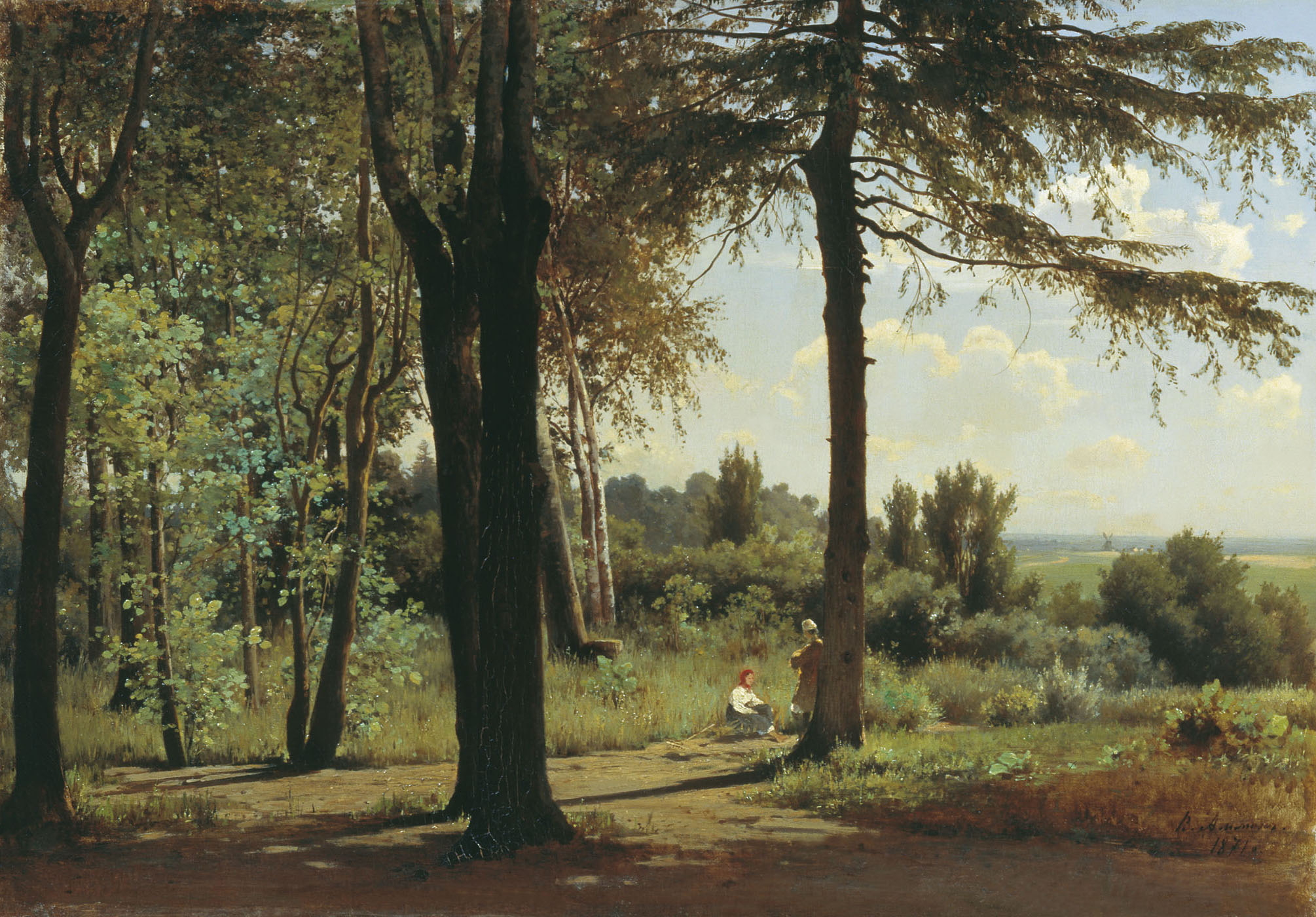
À la lisière de la forêt. Midi, huile sur toile. Musée des Beaux-Arts de Nijni Taguil
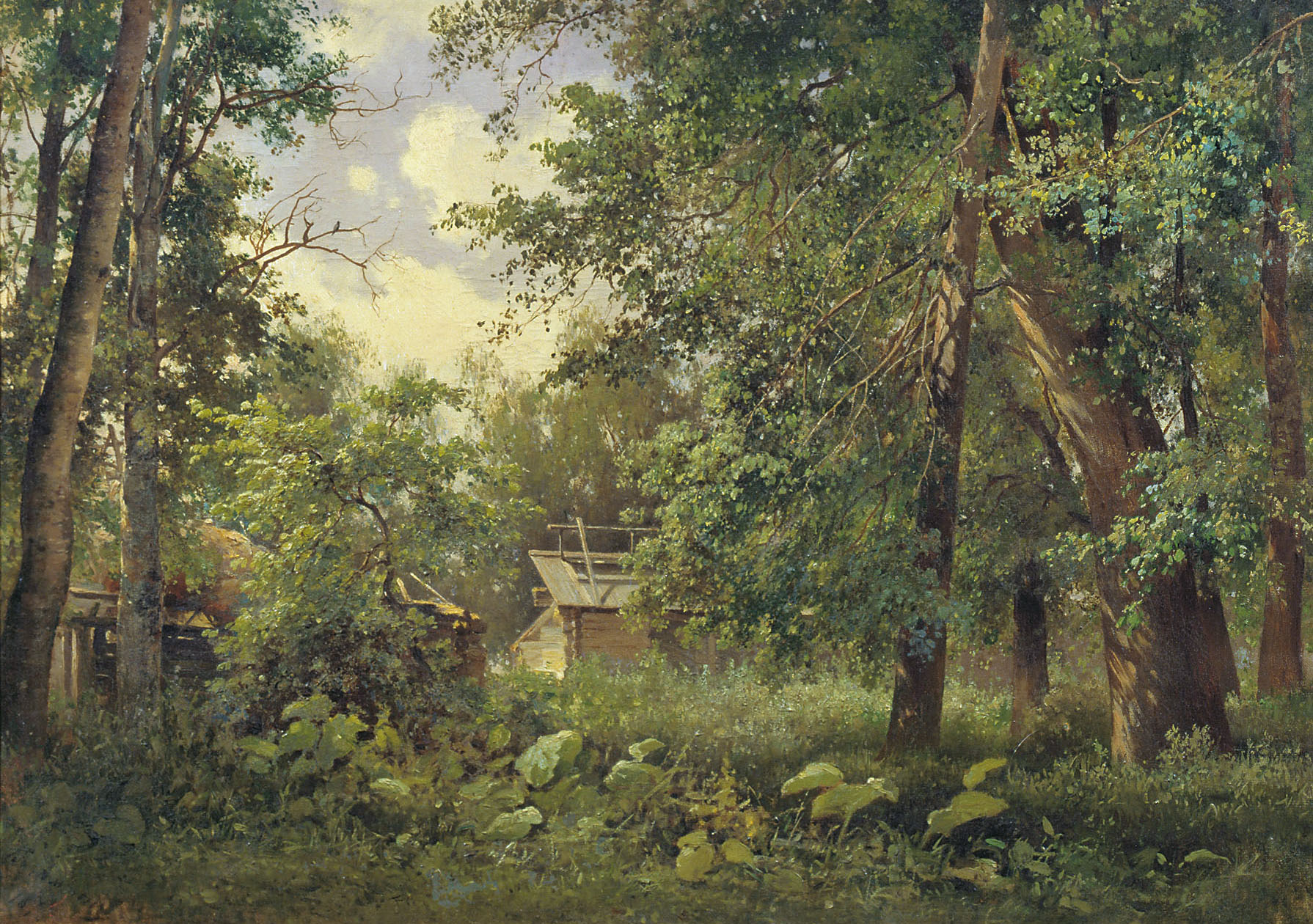
Paysage d'été, huile sur toile. Musée-réserve d'histoire, architecture et art à Pereslavl-Zalesski